# Maianthemum comaltepecense
Maianthemum comaltepecense är en sparrisväxtart som beskrevs av Espejo, López-ferr. och Ceja. Maianthemum comaltepecense ingår i släktet ekorrbärssläktet, och familjen sparrisväxter. Inga underarter finns listade i Catalogue of Life.